# Mokgacha
Mokgacha – wieś w Botswanie w dystrykcie North West. Według spisu ludności z 2011 roku wieś liczyła 354 mieszkańców.